# پیساژوویتسه (شهرستان کراپکوویتسه)
پیساژوویتسه (به لهستانی:  Pisarzowice) یک روستا در لهستان است که در گمینا ستژلچکی واقع شده‌است.